# David Fenyves
David Fenyves (né le 29 avril 1960 à Dunnville en Ontario au Canada) est un ancien joueur professionnel canadien de hockey sur glace.

## Carrière
Après trois saisons passées avec les Petes de Peterborough, dans l'Association de hockey de l'Ontario, avec qui il totalisa 85 points et 250 minutes de pénalité en 191 matchs, Fenyves ne fut repêché par aucune équipe de la Ligue nationale de hockey. Il signa comme agent libre avec les Sabres de Buffalo à l'orée de la saison 1980-1981 puis passa l'essentiel des quatre saisons suivantes avec leur équipe affiliée, les Americans de Rochester de la Ligue américaine de hockey.
Fenyves devint membre à part entière des Sabres lors de la saison 1984-1985 où il joua 60 matchs de LNH. La saison suivante il joua 47 nouveaux matchs, inscrivant 16 points au cours de ces deux saisons. Il fut cependant renvoyé avec les Americans lors de la 1986-1987 avec qui il remporta la coupe Calder. Au cours des séries éliminatoires, il marqua 15 points en 18 matchs et remporta le trophée Jack-A.-Butterfield du meilleur joueur des séries.
La saison suivante, il signa avec les Flyers de Philadelphie où, à nouveau, il fut envoyé la majorité du temps dans le club-école, les Bears de Hershey. Il y remporta le trophée Eddie-Shore du meilleur défenseur de la saison à deux reprises en 1988 et 1989.
Il prit sa retraite à l'issue de la saison 1992-1993. Au cours de sa carrière, il joua 206 matchs dans la LNH, pour un total de 35 points et 119 minutes de pénalité.
En 2004, Fenyves fut intronisé au temple de la renommée des Americans de Rochester.

## Statistiques
Pour les significations des abréviations, voir Statistiques du hockey sur glace.
| Saison     | Équipe                 | Ligue      |     | Saison régulière | Saison régulière | Saison régulière | Saison régulière | Saison régulière |    | Séries éliminatoires | Séries éliminatoires | Séries éliminatoires | Séries éliminatoires | Séries éliminatoires |
| Saison     | Équipe                 | Ligue      | PJ  | B                | A                | Pts              | Pun              | PJ               | B  | A                    | Pts                  | Pun                  |                      |                      |
| 1977-1978  | Petes de Peterborough  | AHO        | 59  | 3                | 12               | 15               | 36               |                  |    |                      |                      |                      |                      |                      |
| 1978-1979  | Petes de Peterborough  | AHO        | 66  | 2                | 23               | 25               | 122              |                  |    |                      |                      |                      |                      |                      |
| 1979-1980  | Petes de Peterborough  | AHO        | 66  | 9                | 36               | 45               | 92               |                  |    |                      |                      |                      |                      |                      |
| 1980-1981  | Americans de Rochester | LAH        | 77  | 6                | 16               | 22               | 146              | --               | -- | --                   | --                   | --                   |                      |                      |
| 1981-1982  | Americans de Rochester | LAH        | 73  | 3                | 14               | 17               | 68               | 5                | 0  | 1                    | 1                    | 4                    |                      |                      |
| 1982-1983  | Americans de Rochester | LAH        | 51  | 2                | 19               | 21               | 45               | --               | -- | --                   | --                   | --                   |                      |                      |
| 1982-1983  | Sabres de Buffalo      | LNH        | 24  | 0                | 8                | 8                | 14               | 4                | 0  | 0                    | 0                    | 0                    |                      |                      |
| 1983-1984  | Americans de Rochester | LAH        | 70  | 3                | 16               | 19               | 55               | 16               | 1  | 4                    | 5                    | 22                   |                      |                      |
| 1983-1984  | Sabres de Buffalo      | LNH        | 10  | 0                | 4                | 4                | 9                | 2                | 0  | 0                    | 0                    | 7                    |                      |                      |
| 1984-1985  | Americans de Rochester | LAH        | 9   | 0                | 3                | 3                | 8                | --               | -- | --                   | --                   | --                   |                      |                      |
| 1984-1985  | Sabres de Buffalo      | LNH        | 60  | 1                | 8                | 9                | 27               | 5                | 0  | 0                    | 0                    | 2                    |                      |                      |
| 1985-1986  | Sabres de Buffalo      | LNH        | 47  | 0                | 7                | 7                | 37               | --               | -- | --                   | --                   | --                   |                      |                      |
| 1986-1987  | Americans de Rochester | LAH        | 71  | 6                | 16               | 22               | 57               | 18               | 3  | 12                   | 15                   | 10                   |                      |                      |
| 1986-1987  | Sabres de Buffalo      | LNH        | 7   | 1                | 0                | 1                | 0                | --               | -- | --                   | --                   | --                   |                      |                      |
| 1987-1988  | Bears de Hershey       | LAH        | 75  | 11               | 40               | 51               | 47               | 12               | 1  | 8                    | 9                    | 10                   |                      |                      |
| 1987-1988  | Flyers de Philadelphie | LNH        | 5   | 0                | 0                | 0                | 0                | --               | -- | --                   | --                   | --                   |                      |                      |
| 1988-1989  | Bears de Hershey       | LAH        | 79  | 15               | 51               | 66               | 41               | 12               | 2  | 6                    | 8                    | 6                    |                      |                      |
| 1988-1989  | Flyers de Philadelphie | LNH        | 1   | 0                | 1                | 1                | 0                | --               | -- | --                   | --                   | --                   |                      |                      |
| 1989-1990  | Bears de Hershey       | LAH        | 66  | 6                | 37               | 43               | 57               | --               | -- | --                   | --                   | --                   |                      |                      |
| 1989-1990  | Flyers de Philadelphie | LNH        | 12  | 0                | 0                | 0                | 4                | --               | -- | --                   | --                   | --                   |                      |                      |
| 1990-1991  | Bears de Hershey       | LAH        | 29  | 4                | 11               | 15               | 13               | 7                | 0  | 3                    | 3                    | 6                    |                      |                      |
| 1990-1991  | Flyers de Philadelphie | LNH        | 40  | 1                | 4                | 5                | 28               | --               | -- | --                   | --                   | --                   |                      |                      |
| 1991-1992  | Bears de Hershey       | LAH        | 68  | 4                | 24               | 28               | 29               | 6                | 1  | 1                    | 2                    | 10                   |                      |                      |
| 1992-1993  | Bears de Hershey       | LAH        | 42  | 3                | 11               | 14               | 14               | --               | -- | --                   | --                   | --                   |                      |                      |
| Totaux LNH | Totaux LNH             | Totaux LNH | 206 | 3                | 32               | 35               | 119              | 11               | 0  | 0                    | 0                    | 9                    |                      |                      |
| Totaux LAH | Totaux LAH             | Totaux LAH | 710 | 63               | 258              | 321              | 580              | 76               | 78 | 35                   | 113                  | 68                   |                      |                      |

### Récompenses
- Saison 1986-1987
  - Trophée Jack-A.-Butterfield
  - Seconde équipe d'étoiles de la LAH
- Saison 1987-1988
  - Trophée Eddie-Shore
  - Première équipe d'étoiles de la LAH
- Saison 1988-1989
  - Trophée Eddie-Shore
  - Première équipe d'étoiles de la LAH